# Loire
Loire este un departament în sud-estul Franței, situat în regiunea Auvergne-Ron-Alpi. S-a format în 1793 ca urmare a despărțirii în două a departamentului Rhône-et-Loire creat în urma Revoluției din 1790. Este numit după râul Loara al cărui curs superior traversează departamentul.

## Localități selectate

### Prefectură
- Saint-Étienne

### Sub-prefecturi
- Montbrison
- Roanne

### Alte orașe
- Firminy
- Saint-Chamond

## Diviziuni administrative
- 3 arondismente;
- 40 cantoane;
- 327 comune;
- Listă de comune din departamentul Loire